# Protoribates tenuis
Protoribates tenuis är en kvalsterart som först beskrevs av Wen, Aoki och Xiaolin Wang 1984.  Protoribates tenuis ingår i släktet Protoribates och familjen Protoribatidae. Inga underarter finns listade i Catalogue of Life.